# حزب جوا
حزب جوا (بالفرنسية: Parti Juwa)‏ هو حزب سياسي في جزر القمر. تأسس الحزب من قبل الرئيس السابق أحمد سامبي في 2013 وأصبح حزب المعارضة الرئيسي في عام 2015. بعد مقاطعة انتخابات 2020، ليس له تمثيل في البرلمان حاليًا.

## التاريخ
تأسس الحزب في 30 أكتوبر 2013 من قبل الرئيس السابق أحمد عبد الله محمد سامبي. «جوا» هي كلمة قمرية تعني «الشمس». في الانتخابات البرلمانية لعام 2015، برز باعتباره ثاني أكبر فصيل في جمعية الاتحاد، حيث فاز بسبعة من أصل 24 مقعدًا منتخبًا بشكل مباشر. لم يخض الحزب الانتخابات الرئاسية لعام 2016.
في الانتخابات الرئاسية لعام 2019، تم استبعاد مرشح الحزب إبراهيم محمد سوليه على أساس أن استمارة الطلب تم توقيعها من قبل نائب الأمين العام للحزب وليس الأمين العام للحزب، أحمد البروان، الذي كان في السجن. وعقب صدور الحكم، قدم الحزب دعمه للمرشح المستقل محمود أحمادة. واحتل أحمادة المركز الثاني بنسبة 15٪ من الأصوات، فيما فاز الرئيس غزالي عثماني بنسبة 61٪. قام الجيش بتفريق الاحتجاجات العنيفة بعد الانتخابات، والتي كان من بين قادتها أعضاء في حزب جوا. أصبح أحمادة فيما بعد زعيمًا مشتركًا للحزب مع سامبي.
قاطع الحزب وأحزاب المعارضة الأخرى الانتخابات البرلمانية لعام 2020، زاعمين أنهم لم يحصلوا على ضمانات بإجراء انتخابات «شفافة وحرة وديمقراطية»، أو حق المغتربين القمريين في التصويت.